# Laurent Toubiana
Pour les articles homonymes, voir Toubiana.
Cet article possède un paronyme, voir Laurence Tubiana.
Laurent Toubiana, né le 3 mai 1958 à Alger, est un chercheur français de l’Institut national de la santé et de la recherche médicale, qui travaille au Laboratoire d'informatique médicale et d'ingénierie des connaissances en e-Santé (LIMICS), une unité mixte de recherche. Il est par ailleurs le fondateur et directeur d’une association nommée « Institut de recherche pour la valorisation des données de santé » (IRSAN), qui propose ses analyses des données médicales relatives à certaines épidémies.
Au cours de la pandémie de Covid-19, il adopte une attitude qualifiée de « rassuriste » et émet des avis très éloignés de ceux de la communauté scientifique. Il participe au documentaire de désinformation Hold-up.

## Formation

### Ingénieur
Après des études d’ingénieur, diplômé de l’École polytechnique universitaire de l'université Paris-Saclay en 1985, il effectue son stage de fin d'étude au département des réseaux de télécommunications déterministes de l’Institut national de recherche en informatique et en automatique (Inria).

### Docteur en physique
Il obtient la même année un diplôme d'études supérieures spécialisées (DESS) en informatique de l'Université Paris-Sud et obtient une équivalence pour le diplôme d'études approfondies (DEA) de traitement du signal dont il a suivi les cours ce qui lui permet de s’inscrire en thèse et intègre le laboratoire de radioastronomie de l’observatoire de Paris au sein de l'unité URA 328 (CNRS) dans le cadre du projet PRONAOS du Centre national d'études spatiales (Cnes) où il obtient un doctorat pour la mise au point de nouvelles méthodes de traitement numérique pour des analyseurs de spectre par méthode acousto-optique spatialisable.

### Démographie et autres
En 1992, il obtient un diplôme d'études approfondies (DEA) en démographie de l'École des hautes études en sciences sociales (EHESS).

## Activité

### Emplois académiques
En 1988, il intègre le laboratoire « Étude fondamentale et clinique du système ostéoarticulaire » au sein de l'unité INSERM U113. En 1992, il intègre l'équipe du RNTMT (qui deviendra le réseau Sentinelles) au sein du laboratoire dirigé par le Pr Alain-Jacques Valleron,. En 2005, Laurent Toubiana rejoint l'UPRES EA 4472 « Namades : Nouvelles approches méthodologiques pour l’aide à la décision et à la stratégie en santé » de l'université Paris-Descartes. Laurent Toubiana est membre du Laboratoire d'informatique médicale et d'ingénierie des connaissances en e-Santé, unité mixte de recherche entre l'université Sorbonne Paris Nord (Paris 13) et l'Inserm.

### IRSAN
À la fin de l'année 2014, Laurent Toubiana fonde l'Institut de recherche pour la valorisation des données de santé (IRSAN), une association loi de 1901 qui recueille des données de santé provenant de diverses sources et les analyse,.
En tant que directeur de l'IRSAN, il annonce les dépassements de seuils épidémiques, que ce soit pour la gastro-entérite,, la grippe,, ou la bronchiolite.

## Prises de position

### Canicule (2003)
Membre du réseau Sentinelles, il considère que les statistiques de mortalité depuis août 2003 montrent que le bilan des décès attribuables à l'épisode caniculaire est 20 % supérieur aux 15 000 victimes déclarées. Il remarque dans les données de l'Insee un « effet de moisson » jusqu'ici nié par les rapports de l'Inserm.

### Syndromes grippaux (2015 à 2017)
À partir de 2016, l'IRSAN diffuse des analyses temps réel sur l'évolution des maladies transmissibles en France dont celles de la grippe. À ce titre l'IRSAN concurrence le réseau « Sentinelle-Inserm » créé en 1984 auquel il avait largement collaboré de 1992 à 2003. Il déclare : « les données des deux réseaux diffèrent parce que leur méthode de collecte de l'information et leur méthodologie sont différentes ». Contrairement aux données du réseau Sentinelles qui sont auto-déclarées par les médecins, les données de l'IRSAN intègrent les comptes-rendus de SOS Médecins, avec le biais de présenter des résultats ne couvrant principalement que les zones urbaines et périurbaines,.

### Covid-19
Certains médias donnent la parole à Laurent Toubiana en avril 2020 et le rangent parmi les quelques « iconoclastes » portant une voix discordante par rapport au discours majoritaire : il anticipe la fin de l'épidémie et conteste le risque d'une éventuelle reprise épidémique ou « seconde vague ». Il intervient très régulièrement dans les médias soit lors d'entretiens, soit lors de débats plus longs avec d'autres chercheurs mais ses propos sont souvent contredits par les faits,.
Il cosigne avec le Pr Jean-François Toussaint et le sociologue Laurent Mucchielli la tribune « Covid-19 : nous ne voulons plus être gouvernés par la peur ». Une autre tribune, publiée sur le blog de Laurent Mucchielli sur le site Mediapart, est refusée par Le Journal du dimanche. 
En réponse à ses positions, Libération publie une analyse critique. Un article intitulé « Face à l'épidémie, arrêtons les erreurs ! » parait également dans L'Express du 8 octobre 2020, avec notamment une intervention du Pr Caumes, infectiologue à la Pitié-Salpêtrière, qui considère au contraire que c'est grâce aux mesures de prévention prises que la situation en France est pour le moment encore sous contrôle. 
Le 18 septembre, il affirme sur Radio Classique, que « l'épidémie est derrière nous », que « le virus ne circule pas », et qu'« il n'y a pas de deuxième vague en termes de mortalité actuellement »,.
Le 12 octobre dans l'émission C à vous, Patrick Cohen qualifie de très négatif le rôle des « rassuristes », comprenant notamment Laurent Toubiana, Jean-François Toussaint, Christian Perronne et Didier Raoult. Le 29 octobre, le journal Marianne le classe dans le top 7 des médecins « qui auraient mieux fait de se taire sur le Covid ».
Il participe au documentaire complotiste Hold-up.
En mars 2021, il publie sur le site de l'IRSAN un document dans lequel il affirme que l'épidémie de Covid-19 aurait occasionné une surmortalité « très faible » en 2020. Cette analyse, auto-éditée, présente des biais sur la forme et sur le fond, et son résultat est contesté par d'autres scientifiques,. En particulier, à la même date, l'Institut national de la statistique et des études économiques (Insee) publie une étude dans laquelle les auteurs écrivent que « la mortalité a été exceptionnelle en 2020 ». Le 23 décembre 2021, Laurent Toubiana déclare sur CNews que la France n'a enregistré que 40 malades pour 100 000 habitants au cours de la semaine du 13 au 19 décembre, mais le réseau Sentinel dont sont issues les données qu'il cite ne rapporte que les cas observés lors des consultations en médecine de ville. Le site du réseau précise en préambule que leur veille s'appuie uniquement « sur l’observation de patients présentant une infection respiratoire aiguë, vus par un médecin généraliste ou un pédiatre ».
En 2022, il sort un livre intitulé Covid-19, une autre vision de l'épidémie, dans lequel il assimile le Covid-19 à « une grippe carabinée, un simple rhume et pour la majorité des cas rien du tout ».

## Publications
- Covid-19, une autre vision de l'épidémie, L'Artilleur, 2022  (ISBN 978-2-8100-1111-7).